# Гай Лициний Калв (началник на конницата)
Гай Лициний Калв (на латински: Gaius Licinius Calvus) е политик на Римската република през 4 век пр.н.е.

## Биография
Произлиза от клон Калв на плебейската фамилия Лицинии. Вероятно е син на Публий Лициний Калв Есквилин Млади (консулски военен трибун 396 пр.н.е.) и внук на Публий Лициний Калв Есквилин (консулски военен трибун 400 пр.н.е.), първият плебей, избран за магистрат.
Гай Лициний Калв е през 377 пр.н.е. консулски военен трибун. През 368 пр.н.е. става първият плебей, избран за началник на конницата (magister equitum) и служи при диктатора Публий Манлий Капитолин.